# I Hope (песня Габби Барретт)
«I Hope» (с англ. — «Я надеюсь») — песня американской кантри-певицы Габби Барретт, вышедшая 29 июля 2019 года в качестве первого сингла с дебютного студийного альбома Goldmine (2020). Песня вышла после того как она заняла третье место на конкурсе талантов American Idol (16-й сезон) и певица подписала контаркт с лейблом Warner Nashville. Сингл достиг первого места в кантри-чарте Hot Country Songs, получил платиновый сертификат RIAA в США, а также в Канаде.
17 апреля 2020 года вышел ремикс с участием американского певца Чарли Пута.

## История
Габби Барретт написала песню «I Hope» в соавторстве с Заком Кейлом и Джоном Найтом, а продюсерами трека выступили Росс Копперман и Закари Кейл. Первоначально они думали о том, чтобы написать песню о женщине, которая переживает разрыв и всё ещё желает, чтобы её бывший парень был счастлив, но Барретт решила повернуть её в сторону более мстительного характера: «Дело в том, что иногда мы надеемся на худшее, когда оно придет нашим бывшим. Мы бы никогда не озвучили это, но это сеет [хаос] внутри. В этой песне теперь говорится то, что, возможно, вы или я никогда не говорили».

## Отзывы
Композиция, в целом, была одобрительно встречена музыкальными экспертами и обозревателями.
В обзоре для Goldmine, Боб Пакстон из Sounds Like Nashville назвал эту песню «гимном для каждой убитой горем девушки» и похвалил авторов песни за исследование «нового взгляда на тему „отвергнутых женщин“». Маркос Пападатос из журнала Digital Journal написал, что Барретт «способна передать широкий спектр грубых эмоций» в песне и что «I Hope» доказывает, что у неё «есть всё необходимое, чтобы стать следующей большой звездой женского пола в жанре кантри». Майк Васс из сетевого издания Idolator написал, что «I Hope» — «самый шумный и острый кантри-гимн со времён песни Кэрри Андервуд „Before He Cheats“».

## Отзывы критиков
В обзоре Goldmine Боб Пакстон из Sounds Like Nashville назвал песню «гимном для каждой разбитой горем девушки» и похвалил авторов за исследование «нового угла темы „презираемой женщины“». Маркос Пападатос из Digital Journal написал, что Барретт «способна передать широкий спектр чистых эмоций» в песне и что «I Hope» доказывает, что у нее есть «все необходимое, чтобы стать следующей большой звездой женского пола в жанре кантри». Майк Уосс из Idolator написал, что «I Hope» — «самый шумный, самый едкий гимн расставания в стиле кантри со времен „Before He Cheats“ Кэрри Андервуд».

## Музыкальное видео
Музыкальное видео для песни «I Hope» было снято в Нашвилле (штатт Теннесси) и впервые показано 7 февраля 2019 года. В этом видео Барретт сидит одна на складе, размышляя о переживаниях со своим бывшим парнем через серию воспоминаний.

## Коммерческий успех
11 января 2020 года «I Hope» дебютировал на 74-м месте американского основного хит-парад Billboard Hot 100 и спустя полгода 29 августа 2020 года достиг 10-го места, впервые в карьере певицы. 11 апреля 2019 года трек достиг первого места в потоковом чарте Country Streaming Songs с показателем в 9 млн стрим-потоков в США, а Барретт стала первой женщиной, чей дебютный сингл возглавил этот чарт. Он также достиг первого места в радиоэфирном чарте Billboard Country Airplay в дату 25 апреля 2020 года и первого места в кантри-чарте Billboard Hot Country Songs (25 июля 2020), сделав Барретт первой женщиной, чей дебютный сингл возглавил этот чарт, впервые с 2006 года. Кроме того, сместив хит «The Bones» (Maren Morris) с первого места, произошёл первый случай с 2011 года, когда одна женщина смещает другую сольную певицы с 1-го места.
«I Hope» пять недель возглавлял Hot Country Songs. В десятку top-10 он попал на его 34-й неделе нахождения в Hot 100, что стало третьим самым длительным восхождением вверх после 38 недель у трека «Before He Cheats» (Carrie Underwood, 2007) и 36 недель у сингла «Higher» (Creed, 2000).
Барретт также стала первой сольной певицей без аккомпанирующих партнёров, чей сингл попал в лучшую десятку Hot 100 (top-10) и одновременно находился в кантри-чарте Hot Country Songs впервые после октября 2012 года, когда песня «Red» Тейлор Свифт дебютировала на 6-м месте.
Успех «Hope» позволил Барретт войти в эксклюзивный клуб женщин, которые возглавляли Hot Country Songs и входили в top-10 Hot 100 с их первым сольным синглом. Первой была в 1968 году Jeannie C. Riley с песней «Harper Valley P.T.A.», которая возглавляла оба упомянутых хит-парада. Второй стала Marie Osmond («Paper Roses», 5-е место в Hot 100 в 1973 году), а третьей была Jessi Colter («I’m Not Lisa», 4-е место в 1975 году) и они возглавляли Hot Country Songs и вошли Hot 100’s top 10 с их первыми сольными синглами. Барретт, таким образом, стала первой женщиной с таким достижением за более чем 45 лет.
31 октября сингл возглавил Radio Songs и стал четвёртым в истории треком, одновременно возглавлявшим кантри-радио-чарт Country Airplay и радио-чарт поп-музыки Radio Songs. Ранее этого добивались лишь три песни: «You Belong With Me» (2009, Тейлор Свифт), «Need You Now» (2010, Lady A), «Meant to Be» (2018, Bebe Rexha & Florida Georgia Line).
7 ноября 2020 года сингл увеличил рекорд по времени достижения лучшей пятёрки Hot 100 до 45 недель и лидировал в Adult Pop Songs (4-недели на № 1) и Hot Country Songs (15 недель на № 1). Ранее рекорд в 42 недели принадлежал песне «Radioactive» группы Imagine Dragons (2013).
29 июня 2020 года «I Hope» был сертифицирован в 2-кратном платиновом статусе RIAA. К марту 2020 года тираж сингла составил 167 тыс. копий в США.

## Чарты
| Чарт (2019—2021)                           | Высшая позиция |
| ------------------------------------------ | -------------- |
| Бельгия/Валлония (Ultratip Bubbling Under) | 18             |
| Канада (Billboard Canadian Hot 100)        | 10             |
| Канада (Billboard AC)                      | 1              |
| Канада (Billboard CHR/Top 40)              | 7              |
| Канада (Billboard Country)                 | 2              |
| Канада (Billboard Hot AC)                  | 2              |
| Мир (Billboard Global 200)                 | 77             |
| Великобритания (OCC UK Singles)            | 84             |
| США (Billboard Hot 100)                    | 3              |
| США (Billboard Adult Contemporary)         | 2              |
| США (Billboard Adult Pop Airplay)          | 1              |
| США (Billboard Country Airplay)            | 1              |
| США (Billboard Hot Country Songs)          | 1              |
| США (Billboard Dance/Mix Show Airplay)     | 24             |
| США (Billboard Pop Airplay)                | 3              |
| США (Rolling Stone Top 100)                | 9              |

| Чарт (2019)                        | Позиция |
| ---------------------------------- | ------- |
| США (Hot Country Songs, Billboard) | 73      |

| Чарт (2020)                        | Позиция |
| ---------------------------------- | ------- |
| Канада (Canadian Hot 100)          | 96      |
| США Billboard Hot 100              | 12      |
| США Adult Contemporary (Billboard) | 16      |
| США Adult Top 40 (Billboard)       | 15      |
| США Country Airplay (Billboard)    | 12      |
| США Hot Country Songs (Billboard)  | 1       |
| США Mainstream Top 40 (Billboard)  | 24      |

| Чарт (2021)                        | Позиция |
| ---------------------------------- | ------- |
| Канада (Canadian Hot 100)          | 27      |
| США Billboard Hot 100              | 40      |
| США Adult Contemporary (Billboard) | 3       |
| США Adult Top 40 (Billboard)       | 19      |
| США Hot Country Songs (Billboard)  | 3       |
| США Mainstream Top 40 (Billboard)  | 47      |

## Сертификации
| Регион                                                                      | Сертификация  | Продажи   |
| --------------------------------------------------------------------------- | ------------- | --------- |
| Канада (Music Canada)                                                       | 8× Платиновый | 640 000   |
| Великобритания (BPI)                                                        | Золотой       | 400 000   |
| США (RIAA)                                                                  | 8× Платиновый | 8 000 000 |
| Данные о продажах + прослушиваниях приведены только на основе сертификации. |               |           |